# CLNS1A
البروتين Methylosome subunit pICln هو بروتين موجود في الإنسان مشفر بالمورثة CLNS1A.

## التفاعلات
أظهر هذا البروتين تفاعلات مع:
- إنتغرين ألفا-2ب[4]
- PRMT5[5][6][7]
- SNRPD1[5]
- SNRPD3[5]

## وصلات خارجية
- CLNS1A+protein,+human في المكتبة الوطنية الأمريكية للطب نظام فهرسة المواضيع الطبية (MeSH).